# Klaus-Jürgen Steindorff
Klaus-Jürgen Steindorff (* 17. Mai 1932 in Rostock; † 14. Januar 2006 in Kampen) war ein deutscher Marineoffizier, zuletzt Konteradmiral der Bundesmarine.

## Leben
Vor der Gründung der Bundeswehr studierte er Meteorologie an der FU Berlin und trat dort 1954 der Berliner Burschenschaft Germania bei. Im Januar 1956 trat Steindorff als Mitglied der Crew I/56 in die Bundesmarine ein. Er wurde von 1956 bis 1958 in Pensacola, Florida von der US Navy zum Strahlflugzeugführer ausgebildet. Danach begann seine Laufbahn als Marineflieger im Marinefliegergeschwader 2. Danach diente er als Stabsoffizier im Flottenkommando, im Bundesministerium der Verteidigung und als Marineattaché an der deutschen Botschaft in Washington, D.C. Anschließend wurde er Lehrgruppenkommandeur und stellvertretender Schulkommandeur der Marineschule Mürwik. Als Flottillenadmiral war er zunächst Leiter der Stabsabteilung Fü M VII im Führungsstab der Marine und bekleidete diesen Posten bis zum 31. Dezember 1984, woraufhin Flottillenadmiral Gerhard Bing sein dortiger Nachfolger wurde. Er selbst löste zum 1. Januar 1985 Flottillenadmiral Dieter Ehrhardt als Befehlshaber der Seestreitkräfte der Nordsee und bekleidete diesen Posten bis zum 31. März 1986, worauf Flottillenadmiral Friedrich Remde sein Nachfolger wurde. Er wiederum wurde am 1. April 1986 als Konteradmiral Chef des Stabes im NATO-Hauptquartier Nordeuropa – AFNORTH – Allied Forces Northern Europe. Am 31. März 1989 trat er in den Ruhestand.
Nach seiner Pensionierung 1989 wurde Steindorff bei Klöckner-Humboldt-Deutz AG in Köln als Direktor tätigt. Mit seiner Umsiedlung nach Sylt engagierte er sich in der Kommunalpolitik seiner Heimatgemeinde Kampen und als Kreistagsabgeordneter im Kreis Nordfriesland. Von 1994 bis 1997 war er Vorsitzender der Marine-Offizier-Vereinigung.
Seine letzte Ruhestätte befindet sich auf dem Friedhof der St.-Severin-Kirche in Keitum.

## Ehrungen
- Bundesverdienstkreuz am Bande (1981)
- Bundesverdienstkreuz I. Klasse
- Ehrenkreuz der Bundeswehr in Gold
- Legion of Merit
- Honor al Merito Naval Commandante Compell, Uruguay

## Werke
- Die Deutsche Marine 1955–1985. Schiffe und Flugzeuge, 2. Auflage Motorbuch Verlag 1999, ISBN 3-613-30229-2, zusammen mit Günter Kroschel[2]

## Weblink
- Admirale der Bundesmarine 1956 – 1990